# Улієш (Муреш)
Улієш (рум. Ulieș) — село у повіті Муреш в Румунії. Входить до складу комуни Ричу.
Село розташоване на відстані 289 км на північний захід від Бухареста, 27 км на північний захід від Тиргу-Муреша, 56 км на схід від Клуж-Напоки.

## Населення
За даними перепису населення 2002 року у селі проживали 554 особи.
Національний склад населення села:
| Національність | Кількість осіб | Відсоток |
| -------------- | -------------- | -------- |
| румуни         | 401            | 72,4%    |
| цигани         | 86             | 15,5%    |
| угорці         | 67             | 12,1%    |

Рідною мовою назвали:
| Мова      | Кількість осіб | Відсоток |
| --------- | -------------- | -------- |
| румунська | 416            | 75,1%    |
| циганська | 71             | 12,8%    |
| угорська  | 67             | 12,1%    |